# Finales NBA 2013
Navigation
Finales 2012 Finales 2014
Les finales NBA 2013 sont la dernière série de matchs de la saison 2012-2013 de la NBA et la conclusion des séries éliminatoires (playoffs) de la saison. Le champion de la conférence Est le Heat de Miami rencontre le champion de la conférence Ouest les Spurs de San Antonio. Les Spurs disputent leur cinquième série finale et ont gagné les quatre finales qu'ils ont disputées (1999, 2003, 2005 et 2007) alors que le Heat en est à sa quatrième participation (dont la troisième consécutive), il a gagné deux fois (2006 et 2012) et perdu une fois (2011).

## Lieux des compétitions
Les deux salles pour le tournoi ces finales sont : l'American Airlines Arena de Miami et l'AT&T Center de San Antonio.
| San Antonio       | \| Miami San Antonio \| | Miami                    |
| AT&T Center       | \| Miami San Antonio \| | American Airlines Arena, |
| Capacité: 18 797  | \| Miami San Antonio \| | Capacité: 19 600         |
| AT&T Center       | \| Miami San Antonio \| | American Airlines Arena  |
| Miami San Antonio |                         |                          |

## Avant les finales

### Heat de Miami
Le Heat de Miami est champion en titre et meilleur bilan de la saison régulière.
Lors de la saison régulière, le Heat a terminé champion de la division Nord-Ouest et premier de la Conférence Est avec le meilleur bilan de la ligue (66 victoires pour 16 défaites).
Au cours des playoffs, ils ont successivement éliminé les Bucks de Milwaukee sur le score sec de quatre victoires à zéro, puis les Bulls de Chicago (4-1) et difficilement les Pacers de l'Indiana au bout du septième match.

### Spurs de San Antonio
Les Spurs de San Antonio participent à leur cinquième finale NBA.  Ils ont gagné les quatre précédentes en 1999, 2003, 2005 et 2007. Pour Tim Duncan et Gregg Popovich, il s'agit de leur cinquième finale également alors que pour Tony Parker et Emanuel Ginóbili c'est la quatrième. Par contre c'est leur première finale où ils n'ont pas l'avantage du terrain.
Lors de la saison régulière les Spurs ont terminé la saison champion de la division Nord-Ouest et second de la Conférence Ouest (derrière le Thunder d'Oklahoma City Champion de la Division Nord-Ouest) avec un bilan de 58 victoires pour 24 défaites.
Au cours des playoffs ils ont successivement éliminé les Lakers de Los Angeles sur le score sec de quatre victoires à zéro, puis les Warriors de Golden State (4-2) et les Grizzlies de Memphis à nouveau en quatre matchs 4 à 0.

### Parcours comparés vers les finales NBA
| Conférence Ouest | Conférence Ouest               | Conférence Ouest | Conférence Ouest | Conférence Ouest | Conférence Ouest |  |
| No               | Franchise                      | Vic.             | Def.             | % V/D            | RV               |  |
| ---------------- | ------------------------------ | ---------------- | ---------------- | ---------------- | ---------------- |  |
| 1                | Thunder d'Oklahoma City        | 60               | 22               | 73,17 %          | -                |  |
| 2                | Spurs de San Antonio           | 58               | 24               | 70,73 %          | 02.0             |  |
| 3                | Nuggets de Denver              | 57               | 25               | 69,51 %          | 03.0             |  |
| 4                | Clippers de Los Angeles (a)    | 56               | 26               | 68,29 %          | 04.0             |  |
| 5                | Grizzlies de Memphis (a)       | 56               | 26               | 68,29 %          | 04.0             |  |
| 6                | Warriors de Golden State       | 47               | 35               | 57,32 %          | 13.0             |  |
| 7                | Lakers de Los Angeles (b)      | 45               | 37               | 54,88 %          | 15.0             |  |
| 8                | Rockets de Houston (b)         | 45               | 37               | 54,88 %          | 15.0             |  |
|                  |                                |                  |                  |                  |                  |  |
| 9                | Jazz de l'Utah                 | 43               | 39               | 52,44 %          | 17.0             |  |
| 10               | Mavericks de Dallas            | 41               | 41               | 50,00 %          | 19.0             |  |
| 11               | Trail Blazers de Portland      | 33               | 49               | 40,24 %          | 27.0             |  |
| 12               | Timberwolves du Minnesota      | 31               | 51               | 37,80 %          | 29.0             |  |
| 13               | Kings de Sacramento            | 28               | 54               | 34,17 %          | 32.0             |  |
| 14               | Hornets de la Nouvelle-Orléans | 27               | 55               | 32,93 %          | 33.0             |  |
| 15               | Suns de Phoenix                | 25               | 57               | 30,49 %          | 35.0             |  |

| Conférence Est | Conférence Est            | Conférence Est | Conférence Est | Conférence Est | Conférence Est |  |
| No             | Franchise                 | Vic.           | Déf.           | % V/D          | RV             |  |
| -------------- | ------------------------- | -------------- | -------------- | -------------- | -------------- |  |
| 1              | Heat de Miami             | 66             | 16             | 80,49 %        | -              |  |
| 2              | Knicks de New York        | 54             | 28             | 65,85 %        | 12.0           |  |
| 3              | Pacers de l'Indiana (a)   | 49             | 32             | 60,49 %        | 16.5           |  |
| 4              | Nets de Brooklyn          | 49             | 33             | 59,76 %        | 17.0           |  |
| 5              | Bulls de Chicago          | 45             | 37             | 54,88 %        | 21.0           |  |
| 6              | Hawks d'Atlanta           | 44             | 38             | 53,66 %        | 22.0           |  |
| 7              | Celtics de Boston (a)     | 41             | 40             | 50,62 %        | 24.5           |  |
| 8              | Bucks de Milwaukee        | 38             | 44             | 46,34 %        | 28.0           |  |
|                |                           |                |                |                |                |  |
| 9              | 76ers de Philadelphie (b) | 34             | 48             | 41,46 %        | 32.0           |  |
| 10             | Raptors de Toronto (b)    | 34             | 48             | 41,46 %        | 32.0           |  |
| 11             | Pistons de Détroit (c)    | 29             | 53             | 35,37 %        | 37.0           |  |
| 12             | Wizards de Washington (c) | 29             | 53             | 35,37 %        | 37.0           |  |
| 13             | Cavaliers de Cleveland    | 24             | 58             | 29,27 %        | 42.0           |  |
| 14             | Bobcats de Charlotte      | 21             | 61             | 25,61 %        | 45.0           |  |
| 15             | Magic d'Orlando           | 20             | 62             | 24,39 %        | 46.0           |  |

## Les Finales
Toutes les heures sont en Eastern Daylight Time (UTC−4)

### Match 1
| 6 juin 2013 21.00 EDT | (fr) Rapport (en) Boxscore | Spurs de San Antonio 92, Heat de Miami 88          | Spurs de San Antonio 92, Heat de Miami 88 | Spurs de San Antonio 92, Heat de Miami 88       |  | American Airlines Arena, Miami Affluence : 19 775 Arbitres : no 25 Tony Brothers no 13 Monty McCutchen no 23 Jason Phillips | ABC |
| 6 juin 2013 21.00 EDT | (fr) Rapport (en) Boxscore | Score par quart-temps : 23-24, 26-28, 20-20, 23-16 |                                           |                                                 |  | American Airlines Arena, Miami Affluence : 19 775 Arbitres : no 25 Tony Brothers no 13 Monty McCutchen no 23 Jason Phillips | ABC |
| 6 juin 2013 21.00 EDT | (fr) Rapport (en) Boxscore | Score par mi-temps : 49-52, 43-36                  |                                           |                                                 |  | American Airlines Arena, Miami Affluence : 19 775 Arbitres : no 25 Tony Brothers no 13 Monty McCutchen no 23 Jason Phillips | ABC |
| 6 juin 2013 21.00 EDT | (fr) Rapport (en) Boxscore | Tony Parker 21 Tim Duncan 14 Tony Parker 6         | Points Rebonds Passes d.                  | LeBron James 18 LeBron James 18 LeBron James 10 |  | American Airlines Arena, Miami Affluence : 19 775 Arbitres : no 25 Tony Brothers no 13 Monty McCutchen no 23 Jason Phillips | ABC |
| 6 juin 2013 21.00 EDT | (fr) Rapport (en) Boxscore | San Antonio mène la série 1 à 0                    |                                           |                                                 |  | American Airlines Arena, Miami Affluence : 19 775 Arbitres : no 25 Tony Brothers no 13 Monty McCutchen no 23 Jason Phillips | ABC |

Les Spurs s'imposent chez le Heat dans ce match 1 92 à 88, grâce à Tony Parker qui marque à 5,2 secondes de la fin du match et offre deux possessions d'avance à son équipe. San Antonio a marqué 23 points dans le quatrième quart-temps, tout en limitant Miami à 16. Parker a mené son équipe avec 21 points et 6 passes. Le Heat mène à la mi-temps 52-49, et LeBron James enregistre un triple-double dans le match (18 points, 18 rebonds et 10 passes décisives). Mais  à Miami Dwyane Wade, qui a marqué 17 points, n'en a marqué aucun dans la dernière période, et Chris Bosh, qui a enregistré 13 points n'en marque que 2 au quatrième quart-temps. À propos du tir de Parker, LeBron James dit « Tony a eu tout faux et tout bon à la fois sur la même possession ! Il a glissé deux ou trois fois, il semblait perdu et puis, il est passé sous mon bras avec une double impulsion et il a tiré. C’est la plus longue possession de 24 secondes que j’aie jamais jouée » et Parker de rajouter « C’était une action dingue ».

### Match 2
| 9 juin 2013 20.00 EDT | (fr) Rapport (en) Boxscore | Spurs de San Antonio 84, Heat de Miami 103         | Spurs de San Antonio 84, Heat de Miami 103 | Spurs de San Antonio 84, Heat de Miami 103     |  | American Airlines Arena, Miami Affluence : 19 900 Arbitres : no 17 Joe Crawford no 14 Ed Malloy no 41 Ken Mauer | ABC |
| 9 juin 2013 20.00 EDT | (fr) Rapport (en) Boxscore | Score par quart-temps : 22-22, 23-28, 20-25, 19-28 |                                            |                                                |  | American Airlines Arena, Miami Affluence : 19 900 Arbitres : no 17 Joe Crawford no 14 Ed Malloy no 41 Ken Mauer | ABC |
| 9 juin 2013 20.00 EDT | (fr) Rapport (en) Boxscore | Score par mi-temps : 45-50, 39-53                  |                                            |                                                |  | American Airlines Arena, Miami Affluence : 19 900 Arbitres : no 17 Joe Crawford no 14 Ed Malloy no 41 Ken Mauer | ABC |
| 9 juin 2013 20.00 EDT | (fr) Rapport (en) Boxscore | Danny Green 17 Kawhi Leonard 14 Tony Parker 5      | Points Rebonds Passes d.                   | Mario Chalmers 19 Chris Bosh 10 LeBron James 7 |  | American Airlines Arena, Miami Affluence : 19 900 Arbitres : no 17 Joe Crawford no 14 Ed Malloy no 41 Ken Mauer | ABC |
| 9 juin 2013 20.00 EDT | (fr) Rapport (en) Boxscore | Égalité dans la série 1 à 1                        |                                            |                                                |  | American Airlines Arena, Miami Affluence : 19 900 Arbitres : no 17 Joe Crawford no 14 Ed Malloy no 41 Ken Mauer | ABC |

Le match est serré jusqu'à la fin du 3e quart temps oú le Heat de Miami inscrit un run (série)de 33 points contre 5 seulement pour les Spurs. Écart définitif qui permet l'égalisation de Miami.

### Match 3
| 11 juin 2013 21.00 EDT | (fr) Rapport (en) Boxscore | Heat de Miami 77, Spurs de San Antonio 113         | Heat de Miami 77, Spurs de San Antonio 113 | Heat de Miami 77, Spurs de San Antonio 113 |  | AT&T Center, San Antonio Affluence : 18 581 Arbitres : no 19 James Capers no 43 Dan Crawford no Marc Davis | ABC |
| 11 juin 2013 21.00 EDT | (fr) Rapport (en) Boxscore | Score par quart-temps : 20-24, 24-26, 19–28, 14–35 |                                            |                                            |  | AT&T Center, San Antonio Affluence : 18 581 Arbitres : no 19 James Capers no 43 Dan Crawford no Marc Davis | ABC |
| 11 juin 2013 21.00 EDT | (fr) Rapport (en) Boxscore | Score par mi-temps : 44-50, 33-63                  |                                            |                                            |  | AT&T Center, San Antonio Affluence : 18 581 Arbitres : no 19 James Capers no 43 Dan Crawford no Marc Davis | ABC |
| 11 juin 2013 21.00 EDT | (fr) Rapport (en) Boxscore | Dwyane Wade 16 LeBron James 11 Wade, James 5       | Points Rebonds Passes d.                   | Danny Green 27 Tim Duncan 14 Tony Parker 8 |  | AT&T Center, San Antonio Affluence : 18 581 Arbitres : no 19 James Capers no 43 Dan Crawford no Marc Davis | ABC |
| 11 juin 2013 21.00 EDT | (fr) Rapport (en) Boxscore | San Antonio mène la série 2 à 1                    |                                            |                                            |  | AT&T Center, San Antonio Affluence : 18 581 Arbitres : no 19 James Capers no 43 Dan Crawford no Marc Davis | ABC |

Le nouveau big 3 permet aux San Antonio Spurs de réaliser une performance exceptionnelle : 36 points d'écart finalement, (3e plus gros écart de l'histoire des finales NBA, exploits seulement réalisé par les Bulls de Chicago en 1998 face à Utah et les Celtics de Boston en 2008 contre les Lakers de Los Angeles. La presse parle de nouveau Big 3 pour saluer les performances de Dany Green, meilleur marqueur du match, de la performance très complète de Kawhi Leonard, et des 24 points (record en playoffs) de Gary Neal. Alors que par opposition le vieux Big 3 des Spurs réalise un match assez moyen (blessure de Parker et contre-performance de Manu Ginobili notamment).

### Match 4
| 13 juin 2013 21.00 EDT | (fr) Rapport (en) Boxscore | Heat de Miami 109, Spurs de San Antonio 93         | Heat de Miami 109, Spurs de San Antonio 93 | Heat de Miami 109, Spurs de San Antonio 93  |  | AT&T Center, San Antonio Affluence : 18 581 Arbitres : no 24 Mike Callahan no 48 Scott Foster no 55 Bill Kennedy | ABC |
| 13 juin 2013 21.00 EDT | (fr) Rapport (en) Boxscore | Score par quart-temps : 29-26, 20-23, 32-27, 28-17 |                                            |                                             |  | AT&T Center, San Antonio Affluence : 18 581 Arbitres : no 24 Mike Callahan no 48 Scott Foster no 55 Bill Kennedy | ABC |
| 13 juin 2013 21.00 EDT | (fr) Rapport (en) Boxscore | Score par mi-temps : 49-49, 60-44                  |                                            |                                             |  | AT&T Center, San Antonio Affluence : 18 581 Arbitres : no 24 Mike Callahan no 48 Scott Foster no 55 Bill Kennedy | ABC |
| 13 juin 2013 21.00 EDT | (fr) Rapport (en) Boxscore | LeBron James 33 Chris Bosh 13 Mario Chalmers       | Points Rebonds Passes d.                   | Tim Duncan 20 Kawhi Leonard 7 Tony Parker 9 |  | AT&T Center, San Antonio Affluence : 18 581 Arbitres : no 24 Mike Callahan no 48 Scott Foster no 55 Bill Kennedy | ABC |
| 13 juin 2013 21.00 EDT | (fr) Rapport (en) Boxscore | Égalité dans la série 2 à 2                        |                                            |                                             |  | AT&T Center, San Antonio Affluence : 18 581 Arbitres : no 24 Mike Callahan no 48 Scott Foster no 55 Bill Kennedy | ABC |

Dos au mur le Heat de Miami s'impose à San Antonio grâce à la superbe performance du Big 3 floridien (85 points pour les Three Amigos finalement). Ce match est notamment marqué par la renaissance de Dwayne Wade qui réalise une immense performance. Lebron James dira après le match : « On a revu ce soir le Flash de 2006 ».

### Match 5
| 16 juin 2013 20.00 EDT | (fr) Rapport (en) Boxscore | Heat de Miami 104, Spurs de San Antonio 114        | Heat de Miami 104, Spurs de San Antonio 114 | Heat de Miami 104, Spurs de San Antonio 114   |  | AT&T Center, San Antonio Affluence : 18 581 Arbitres : no 25 Tony Brothers no 13 Monty McCutchen no 14 Ed Malloy | ABC |
| 16 juin 2013 20.00 EDT | (fr) Rapport (en) Boxscore | Score par quart-temps : 19-32, 33-29, 23-26, 29-27 |                                             |                                               |  | AT&T Center, San Antonio Affluence : 18 581 Arbitres : no 25 Tony Brothers no 13 Monty McCutchen no 14 Ed Malloy | ABC |
| 16 juin 2013 20.00 EDT | (fr) Rapport (en) Boxscore | Score par mi-temps : 52-61, 52-53                  |                                             |                                               |  | AT&T Center, San Antonio Affluence : 18 581 Arbitres : no 25 Tony Brothers no 13 Monty McCutchen no 14 Ed Malloy | ABC |
| 16 juin 2013 20.00 EDT | (fr) Rapport (en) Boxscore | James, Wade 25 James, Bosh 6 Dwyane Wade 10        | Points Rebonds Passes d.                    | Tony Parker 26 Tim Duncan 12 Manu Ginóbili 10 |  | AT&T Center, San Antonio Affluence : 18 581 Arbitres : no 25 Tony Brothers no 13 Monty McCutchen no 14 Ed Malloy | ABC |
| 16 juin 2013 20.00 EDT | (fr) Rapport (en) Boxscore | San Antonio mène la série 3 à 2                    |                                             |                                               |  | AT&T Center, San Antonio Affluence : 18 581 Arbitres : no 25 Tony Brothers no 13 Monty McCutchen no 14 Ed Malloy | ABC |

Le match 4 était la renaissance de Wade, le match 5 est celui du retour triomphal de Manu Ginobili, il inscrit 24 points et 10 passes décisives pour son premier match de la saison en tant que titulaire. L'ensemble des titulaires des Spurs réalisent une grosse partie, 26 points à 10/14 au tir pour Paker, 24 points pour Green, 17 points-12 rebonds pour Duncan, 16 points-8 rebonds pour Leonard. Boris Diaw réalise aussi une grosse performance défensive sur LeBron James le limitant à un 1/8 au tir quand il défendait sur lui.

### Match 6
| 18 juin 2013 21.00 EDT | (fr) Rapport (en) Boxscore | Spurs de San Antonio 100, Heat de Miami 103                  | Spurs de San Antonio 100, Heat de Miami 103 | Spurs de San Antonio 100, Heat de Miami 103   | 1OT | American Airlines Arena, Miami Affluence : 19 900 Arbitres : no 24 Mike Callahan no 17 Joe Crawford no 1 Ken Mauer | ABC |
| 18 juin 2013 21.00 EDT | (fr) Rapport (en) Boxscore | Score par quart-temps : 25-27, 25-17, 25-21, 20-30, OT : 5-8 |                                             |                                               | 1OT | American Airlines Arena, Miami Affluence : 19 900 Arbitres : no 24 Mike Callahan no 17 Joe Crawford no 1 Ken Mauer | ABC |
| 18 juin 2013 21.00 EDT | (fr) Rapport (en) Boxscore | Score par mi-temps : 50-44, 45-51                            |                                             |                                               | 1OT | American Airlines Arena, Miami Affluence : 19 900 Arbitres : no 24 Mike Callahan no 17 Joe Crawford no 1 Ken Mauer | ABC |
| 18 juin 2013 21.00 EDT | (fr) Rapport (en) Boxscore | Tim Duncan 30 Tim Duncan 17 Tony Parker 8                    | Points Rebonds Passes d.                    | LeBron James 32 Chris Bosh 11 LeBron James 11 | 1OT | American Airlines Arena, Miami Affluence : 19 900 Arbitres : no 24 Mike Callahan no 17 Joe Crawford no 1 Ken Mauer | ABC |
| 18 juin 2013 21.00 EDT | (fr) Rapport (en) Boxscore | Égalité dans la série 3 à 3                                  |                                             |                                               | 1OT | American Airlines Arena, Miami Affluence : 19 900 Arbitres : no 24 Mike Callahan no 17 Joe Crawford no 1 Ken Mauer | ABC |

Le match est remporté par Heat après une fin de partie incroyable, en effet les Spurs avaient 5 points d'avance à 28 secondes de la fin. Les trois points de James et de Allen à 5 secondes du buzzer forcent une prolongation.

### Match 7
| 20 juin 2013 21.00 EDT | (fr) Rapport (en) Boxscore | Spurs de San Antonio 88, Heat de Miami 95             | Spurs de San Antonio 88, Heat de Miami 95 | Spurs de San Antonio 88, Heat de Miami 95      |  | American Airlines Arena, Miami Affluence : 19 900 Arbitres : no 43 Dan Crawford no 48 Scott Foster no 13 Monty McCutchen | ABC |
| 20 juin 2013 21.00 EDT | (fr) Rapport (en) Boxscore | Score par quart-temps : 16-18, 28-28, 27-26, 17-23    |                                           |                                                |  | American Airlines Arena, Miami Affluence : 19 900 Arbitres : no 43 Dan Crawford no 48 Scott Foster no 13 Monty McCutchen | ABC |
| 20 juin 2013 21.00 EDT | (fr) Rapport (en) Boxscore | Score par mi-temps : 44-46, 44-49                     |                                           |                                                |  | American Airlines Arena, Miami Affluence : 19 900 Arbitres : no 43 Dan Crawford no 48 Scott Foster no 13 Monty McCutchen | ABC |
| 20 juin 2013 21.00 EDT | (fr) Rapport (en) Boxscore | Tim Duncan 24 Kawhi Leonard 16 Manu Ginóbili 5        | Points Rebonds Passes d.                  | LeBron James 37 LeBron James 12 Allen, James 4 |  | American Airlines Arena, Miami Affluence : 19 900 Arbitres : no 43 Dan Crawford no 48 Scott Foster no 13 Monty McCutchen | ABC |
| 20 juin 2013 21.00 EDT | (fr) Rapport (en) Boxscore | Miami remporte la série 4 à 3 et devient champion NBA |                                           |                                                |  | American Airlines Arena, Miami Affluence : 19 900 Arbitres : no 43 Dan Crawford no 48 Scott Foster no 13 Monty McCutchen | ABC |

## Équipes
| Heat de Miami Effectif 2012-2013                                             |    |                        |                    |                           |
| Entraîneur : Erik Spoelstra                                                  |    |                        |                    |                           |
| Arrière                                                                      | 34 | Drapeau des États-Unis | Ray Allen          | Connecticut               |
| Ailier fort, Pivot                                                           | 11 | Drapeau des États-Unis | Chris Andersen     | Blinn Junior College      |
| Pivot                                                                        | 50 | Drapeau du Canada      | Joel Anthony       | UNLV                      |
| Ailier                                                                       | 31 | Drapeau des États-Unis | Shane Battier      | Duke                      |
| Ailier fort                                                                  | 1  | Drapeau des États-Unis | Chris Bosh         | Georgia Tech              |
| Meneur                                                                       | 15 | Drapeau des États-Unis | Mario Chalmers     | Kansas                    |
| Meneur                                                                       | 30 | Drapeau des États-Unis | Norris Cole        | Cleveland State           |
| Ailier fort                                                                  | 40 | Drapeau des États-Unis | Udonis Haslem      | Florida                   |
| Pivot                                                                        | 5  | Drapeau des États-Unis | Juwan Howard       | Michigan                  |
| Ailier                                                                       | 6  | Drapeau des États-Unis | LeBron James (C)   | St. Vincent - St. Mary HS |
| Ailier                                                                       | 22 | Drapeau des États-Unis | James Jones        | Miami                     |
| Ailier                                                                       | 9  | Drapeau des États-Unis | Rashard Lewis      | Alief Elsik HS            |
| Ailier                                                                       | 13 | Drapeau des États-Unis | Mike Miller        | Florida                   |
| Ailier fort, Pivot                                                           | 24 | Drapeau des États-Unis | Jarvis Varnado (R) | Mississippi State         |
| Arrière                                                                      | 3  | Drapeau des États-Unis | Dwyane Wade        | Marquette                 |
| (C) Capitaine (AL) - Agent libre (R) - Rookie (ou Recrue) - Blessé (Injured) |    |                        |                    |                           |

| Spurs de San Antonio Effectif 2012-2013                                        |    |                                         |                   |                              |
| Entraîneur : Gregg Popovich                                                    |    |                                         |                   |                              |
| Arrière                                                                        | 1  | Drapeau des États-Unis                  | Tracy McGrady     | Mount Zion Christian Academy |
| Ailier                                                                         | 2  | Drapeau des États-Unis                  | Kawhi Leonard     | San Diego State              |
| Arrière, Ailier                                                                | 4  | Drapeau des États-Unis                  | Danny Green       | Caroline du Nord             |
| Meneur                                                                         | 5  | Drapeau du Canada                       | Cory Joseph       | Texas                        |
| Meneur                                                                         | 8  | Drapeau de l'Australie                  | Patrick Mills     | Saint Mary's College, CA     |
| Meneur                                                                         | 9  | Drapeau de la France                    | Tony Parker       | France                       |
| Arrière                                                                        | 14 | Drapeau des États-Unis                  | Gary Neal         | Towson                       |
| Ailier fort, Pivot                                                             | 15 | Drapeau des États-Unis                  | Matt Bonner       | Florida                      |
| Pivot                                                                          | 16 | Drapeau de l'Australie                  | Aron Baynes (R)   | Washington State             |
| Arrière                                                                        | 20 | Drapeau de l'Argentine                  | Emanuel Ginóbili  | Argentine                    |
| Ailier fort, Pivot                                                             | 21 | Drapeau des Îles Vierges des États-Unis | Tim Duncan (C)    | Wake Forest                  |
| Ailier fort                                                                    | 22 | Drapeau du Brésil                       | Tiago Splitter    | Brésil                       |
| Arrière, Meneur                                                                | 25 | Drapeau de la France                    | Nando de Colo (R) | France                       |
| Ailier, Ailier fort, Pivot                                                     | 33 | Drapeau de la France                    | Boris Diaw        | France                       |
| Ailier fort, Pivot                                                             | 45 | Drapeau des États-Unis                  | DeJuan Blair      | Pittsburgh                   |
| (C) - Capitaine (AL) - Agent libre (R) - Rookie (ou Recrue) - Blessé (Injured) |    |                                         |                   |                              |
|                                                                                |    |                                         |                   |                              |